# Catedral de San Francisco Javier (Chicoutimi)
La Catedral de San Francisco Javier (en francés: Cathédrale Saint-François-Xavier de Chicoutimi) es la iglesia catedral de la diócesis de Chicoutimi, Saguenay, en la provicina de Quebec, al este de Canadá. Se encuentra en el 514 calle Racine Este, con vistas a la antigua zona portuaria de la ciudad.
La estructura actual es la cuarta iglesia en ocupar este lugar y la tercero en servir como la catedral de la diócesis. Tiene capacidad para 1500 fieles. 
La primera catedral se abrió en 1878 y fue destruido por un incendio el 24 de junio de 1912. Su reemplazo se abrió en 1915, pero también sucumbió al fuego el 16 de enero de 1919. El actual santuario se inauguró en 1922 y fue diseñado por los arquitectos René -P. Lemay , Armand Grava y Alfred Lamontagne en el estilo de la arquitectura renacentista.